# Конвенция о психотропных веществах
Конвенция о психотропных веществах (Венская конвенция 1971 года) ― договор ООН, направленный на борьбу со злоупотреблениями психотропными веществами и предотвращение их незаконного оборота. Вступила в силу в августе 1976 г. По состоянию на ноябрь 2008 г. к конвенции присоединилось 183 государства.
Контролируемые психотропные вещества в зависимости от терапевтической ценности и потенциального риска, связанного с их употреблением делятся на четыре списка.
- Список I — вещества, обладающие галлюциноторными свойствами, разрешены к применению в научных и ограничено в медицинских целях.
- Список II — вещества, обладающие большим аддиктивным потенциалом и вещества, злоупотребление которыми широко распространено, но обладающие при этом свойствами, позволяющими использовать их в терапевтических целях.
- Список III.
- Список IV.

По состоянию на ноябрь 2008 года под международным контролем находятся 116 психотропных веществ.
Все вещества, включённые в списки II, III и IV, должны отпускаться только по рецепту врача, на этикетках и сопроводительных листках должны иметься указания по их использованию, включая необходимые предупреждения и предостережения. Реклама данных веществ среди населения должна быть запрещена. Использование веществ, включённых в список I, возможно только в медицинских или научно-исследовательских учреждениях, находящихся под контролем правительства или по специальному разрешению.